# Psittacidae
Psittacidae é uma família de aves pertencentes à ordem dos Psittaciformes, que compreende a espécies de papagaios e periquitos e as araras, entre outros. É uma das três famílias dos chamados "papagaios verdadeiros". Compreende 37 gêneros e 175 espécies das subfamílias Psittacinae (os papagaios do Velho Mundo ou afrotropicais) e Arinae (papagaios do Novo Mundo ou neotropicais).

## Etimologia
A palavra "papagaio" tem provável origem do português arcaico "papá gayo" (papai contente). "Ajuru", "ajeru", "jeru" e "juru" vêm do tupi ayu'ru, "boca de gente", devido à característica peculiar do animal de reproduzir sons humanos.

## Distribuição
Todas as espécies da família são encontradas em áreas tropicais e subtropicais do México, Américas do Sul e Central, Ilhas do Caribe, África subsariana, Madagascar, Península Arábica, Sudeste Asiático, Austrália e Oceania. Duas espécies, uma extinta e outra excluída, chegaram a habitar áreas inabitadas dos Estados Unidos.

## Descrição
A família Psittacidae inclui papagaios, araras, periquitos, maracanãs, jandaias e apuins. São aves longevas que podem viver até 80 anos em cativeiro e geralmente forma um casal para toda a vida. Suas características comuns são um bico curvo e penas de várias cores, variando muito entre as diferentes espécies. Algumas dessas espécies são capazes de imitar sons e, inclusive, a fala humana. Além disso, essas aves tem a perna curta e os pés zigodactilos (2º e 3º dedos para frente e 1º e 4º para trás), o que lhes permite "andar" pelos galhos das árvores e também segurar o alimento.
São aves de tamanhos diversos, sendo os maiores as aves dos gêneros Anodorhynchus (araras-azuis) e Ara, enquanto os menores são do gênero Forpus(tuins).

### Longevidade
Há a expectativa de que papagaios domésticos vivam em média 60 anos, numa faixa de 30 a 80 anos. Há o registro de um papagaio doméstico chamado Poncho, que chegou a estrelar filmes que em 2022 estava com 94 anos de vida. Na natureza, por questões ambientais e adversas, essa expectativa chega a cair pela metade entre os papagaios, sendo que em seu habitat são as araras que vivem mais, chegando a viver até 60 anos.

### Inteligência
Os psitacídeos são considerados aves inteligentes a exemplo dos corvos, gaios e gralhas. Isso se deve a um desenvolvido prosencéfalo que garante elevada massa neuronal. Por conta desse desenvolvimento apresentam maior sociabilidade tendo interação com humanos similar a que se tem com os primatas.
Muitos psitacídeos têm a capacidade de imitar a voz humana. A exemplo temos o papagaio-cinzento (Psittacus erithacus) que se mostrou capaz de aprender um vasto vocabulário além de apresentar grande desenvolvimento cognitivo. Outras espécies que podemos citar que têm essa capacidade são o Papagaio-verdadeiro (Amazona aestiva) e Arara-azul-grande (Anodorhynchus hyacintinus). Esta capacidade de imitar a voz humana deve-se a uma região cerebral dos papagaios chamada de "concha" que controla e permite à siringe emitir sons mais articulados, reproduzindo as palavras que ouvem. A anatomia do bico e da língua reverberam o som e o fazem sair mais potente. Devido a sua inteligência acabam memorizando os sons para se comunicarem com os humanos.
Algumas situações destacam a inteligência dessas aves, como os exemplos:
- Em 2012, no Japão, um papagaio de estimação fugiu de casa e acabou se perdendo. A ave depois acabou "falando" aos policiais o endereço de sua dona. A dona havia ensinado ele a falar o endereço para evitar que se perdesse.[17]
- Na Grã-Bretanha, um papagaio de nome Ziggy teria causado uma separação. O animal costumava falar o nome do amante de sua dona na presença do marido dela. Certo dia, a dona, depois de mais uma situação com o papagaio, resolveu assumir que estava tendo um caso, o que levou à separação do casal.[18]
- Em Belém do Pará, um papagaio aprendeu a cantar e assoviar o hino do Paysandu, se tornando popular entre os torcedores da referida agremiação. O papagaio ignorava o hino do rival Clube do Remo e isso levou a uma interpretação folclórica de que ele não gostava do adversário, assim como qualquer torcedor do "Bicolor".[19]

### Reprodução
Os papagaios e araras são aves que não apresentam dimorfismo sexual e são monogâmicas, costumando ter um par por toda a vida. As situações são diferentes para cada espécie, mas geralmente a formação do casal se dá com a chegada da maturidade sexual, por volta do 2º ano de vida da ave. O período reprodutivo dá-se de setembro a fevereiro. O casal passa a copular e costuma aninhar-se em cavidades dentro dos troncos de árvores. A fêmea posta os ovos que chocará por 14 a 30 dias, período em que passa a depender do macho para alimentar-se. Também caberá ao macho alimentar os filhotes por cerca de dois meses, quando terão desenvolvimento suficiente para deixar o ninho mas sem sair da presença dos pais.

### Alimentação
São aves frugívoras que se alimentam basicamente de frutas, folhas, sementes e também pequenos insetos. Possuem bico adaptado para sua dieta, sendo curvo e forte, especializado na quebra de sementes e também para descascar frutos.

## Riscos

### Perigo de extinção

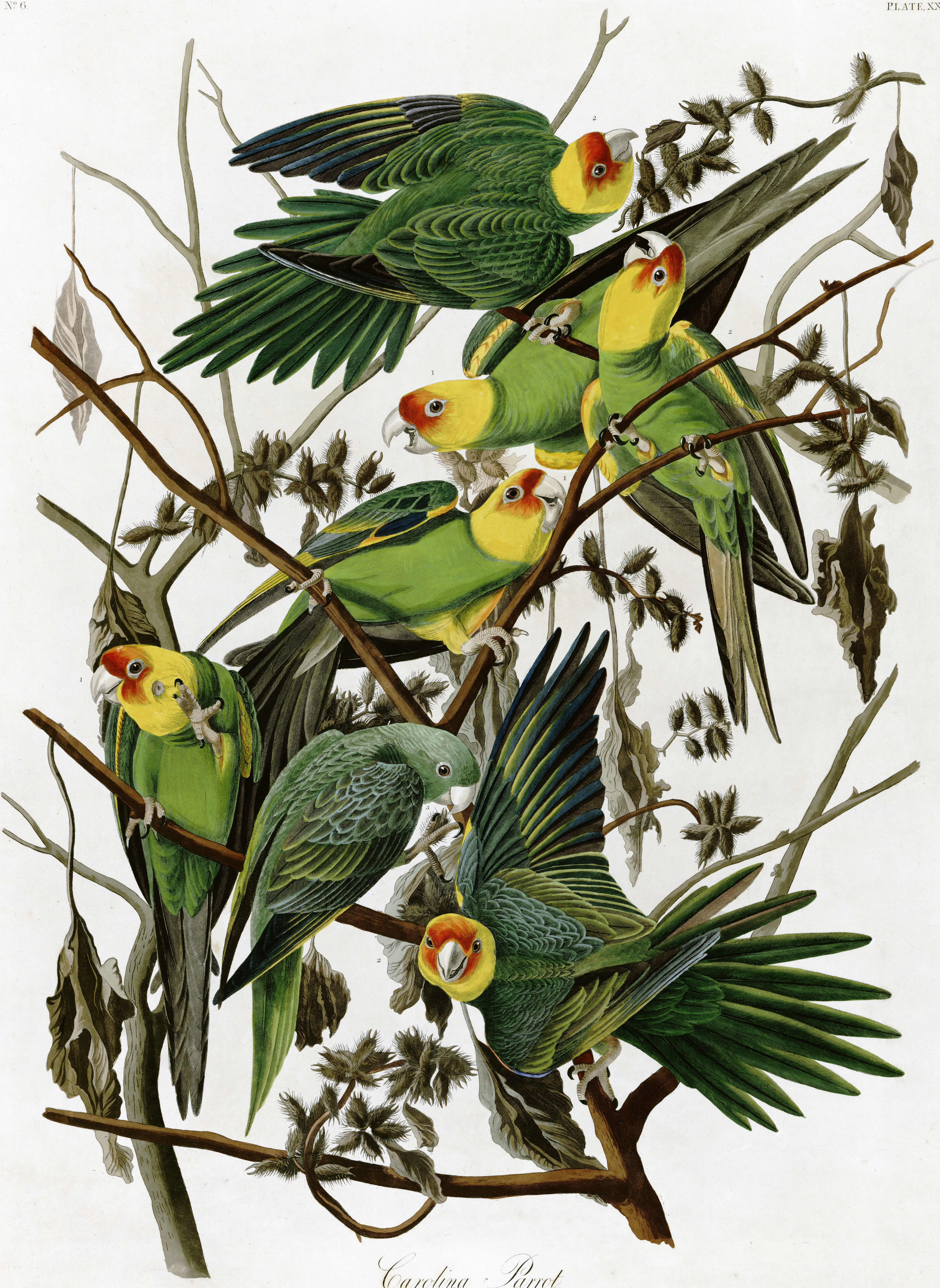
Periquito-da-carolina (Conuropsis carolinensis), hoje extinto

A ordem dos psitacídeos é o grupo da fauna brasileira com maior número de espécies registradas como ameaçadas de extinção. Essas espécies se encontram em vários níveis de risco: 24 espécies foram classificadas como quase ameaçadas, 37 se encontram vulneráveis, 24 estão em perigo eminente de extinção e 7 estão em situação crítica. Nos últimos 500 anos 5 espécies foram extintas. Os principais fatores que levam à redução de exemplares vivos dessas espécies são a destruição de habitat e a captura ilegal para comércio de diversos fins. A espécie Pyrrhura subandina, originária da Colômbia, não é avistada desde 1949. A ararinha-azul não é mais encontrada em estado selvagem, sendo atualmente a espécie de psitacídeo mais ameaçada de ser extinta.

### Tráfico
As aves psitacídeas são um grande alvo do tráfico de animais, sendo que no mundo as aves da ordem perdem apenas para cães e gatos no que diz respeito à procura e comércio de animais de estimação. Além disso também são visadas por colecionadores de fauna silvestre e zoológicos. A prática levou a arara-azul-de-lear a um grave risco de extinção, enquanto que a arara-azul está criticamente ameaçada. A arara-azul-de-lear(Anodorhynchus leari) chegaria a valer 60 mil dólares enquanto a arara-azul (Anodorhynchus hyancinthinus) até U$25 mil. Para cada filhote que chega a um comprador é estimado que outros nove tenham morrido no processo de armazenamento e transporte.
Tomando a espécie Amazona aestiva (papagaio-verdadeiro) como exemplo, em 2020 a ONG SOS Fauna estimou que cerca de 12 mil filhotes entravam na Região Metropolitana de São Paulo para abastecer o comércio ilegal dessas aves. No Mato Grosso do Sul o Centro de Reabilitação de Animais Silvestres (CRAS) havia recebido até 2019 cerca de 11 mil filhotes num período de três décadas, frutos de apreensões. De acordo com esses órgãos, os filhotes são retirados dos ninhos pelos criminosos e depois armazenados e transportados de forma nociva, o que acaba fazendo que grande maioria deles morra antes de chegar ao destino. Outra modalidade adotada pelos criminosos é o trafico de ovos, que é mais destinado ao exterior, uma vez que as viagens são mais longas e também exigem maior confidencialidade.
Ao retirar os filhotes dos ninhos, os criminosos destroem a arvore que recebe o ninho ou o danificam, assim, criam um círculo vicioso onde primeiro se perde o filhote e depois as gerações futuras, uma vez que o casal sempre retorna ao mesmo ninho para continuar sua vida reprodutiva. Tal situação favorece o risco de desaparecimento dessas aves de seu habitat. Pesquisadores reforçam que o único interesse dos traficantes é financeiro e não a intenção de criar os animais.

## Taxonomia

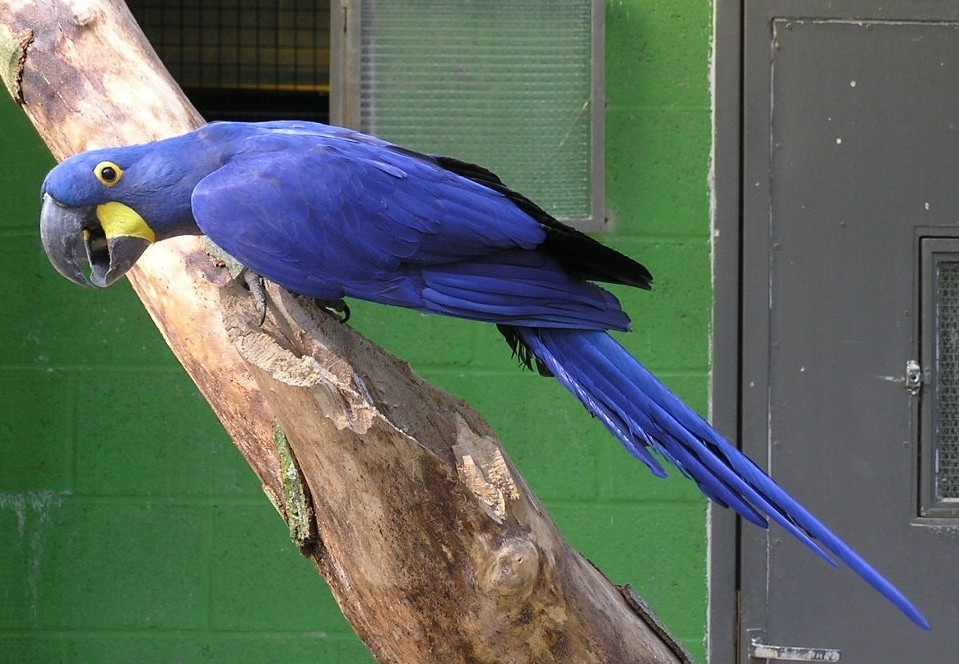
Arara-azul-grande (Anodorhynchus hyacinthinus)

A família foi introduzida em 1815 como Psittacea, pelo francês Rafinesque. A mais recente revisão taxonômica da família Psittacidae, baseada em estudos moleculares, reconheceu uma profunda relação entre Psittacini, do Velho Mundo e Arini, do Novo Mundo, até então tribos da subfamília Psittacinae, estas foram elevadas a subfamílias e renomeadas como Psittacinae e Arinae, fazendo parte agora de Psittacidae. A subfamília Loriinae e as outras tribos da subfamília Psittacinae são agora colocadas na superfamília Psittacoidea, com todos os papagaios verdadeiros, incluindo a família Psittacidae.

### Psittacinae
Corresponde às aves originárias da Africa.
| Gênero                     | Espécies |
| -------------------------- | --- |
| Psittacus Linnaeus, 1758   | - Psittacus erithacus - Papagaio-cinzento - Psittacus timneh - Papagaio-timneh |
| Poicephalus Swainson, 1837 | - Poicephalus robustus - Papagaio-de-bico-grosso - Poicephalus fuscicollis - Papagaio-de-pescoço-castanho - Poicephalus gulielmi - Papagaio-de-jardine - Poicephalus meyeri - Papagaio-de-meyer - Poicephalus rueppellii - Papagaio-de-rüppell - Poicephalus cryptoxanthus - Papagaio-de-cabeça-castanha - Poicephalus rufiventris - Papagaio-de-ventre-vermelho - Poicephalus senegalus - Periquito-massarongo - Poicephalus flavifrons - Papagaio-de-cara-amarela - Poicephalus crassus - Papagaio-dos-andes |

### Arinae

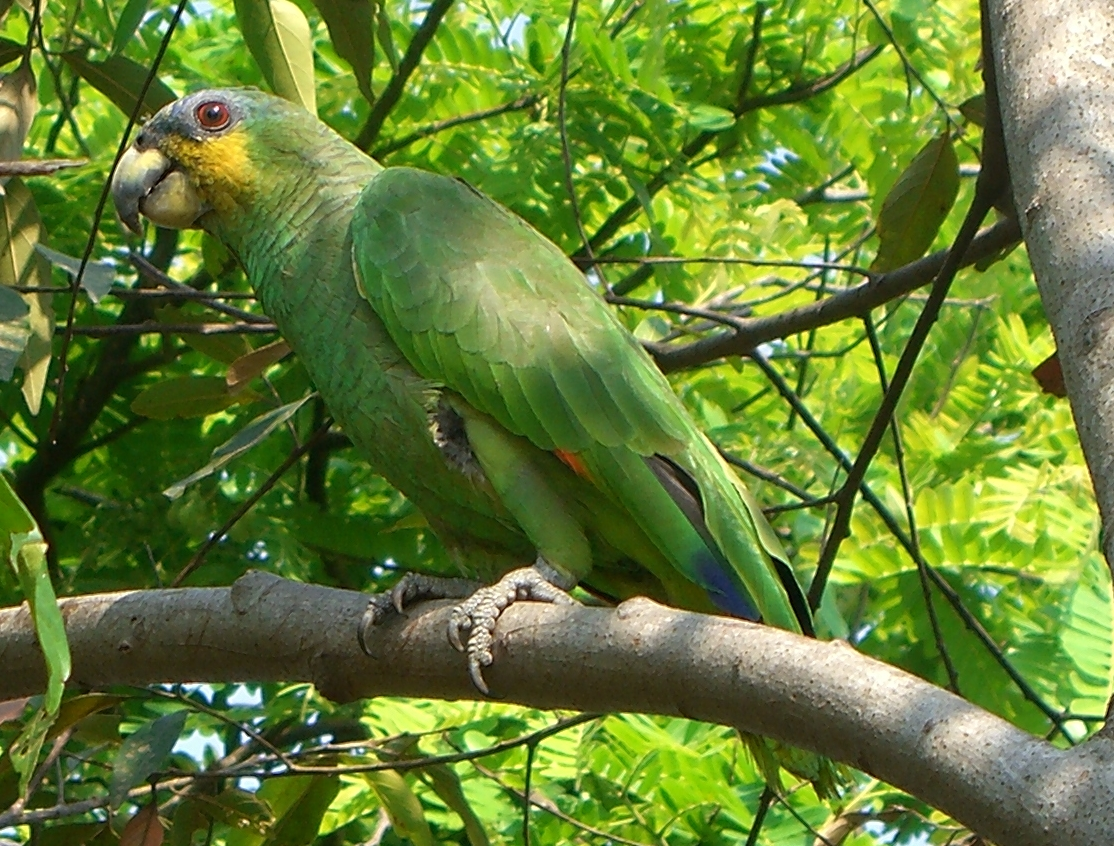
Curica(Amazona amazonica)

A subfamília Arinae corresponde aos papagaios e araras neotropicais, oriundos das Américas. A taxonomia desse grupo de aves ainda não é totalmente esclarecida, mas há uma subdivisão embasada em estudos sólidos.
| Classificação                             | Gêneros |
| ----------------------------------------- | --- |
| Tribo Arini                               | - Anodorhynchus - Anodorhynchus hyacinthinus - Arara-azul-grande - Anodorhynchus leari - Arara-azul-de-lear - Anodorhynchus glaucus - Arara-azul-pequena (possivelmente extinta) - Ara - Ara ambiguus - Arara-militar-grande - Ara ararauna - Arara-canindé - Ara chloroptera - Arara-vermelha - Ara glaucogularis - Arara-de-garganta-azul - Ara macao - Araracanga - Ara militaris - Arara-militar - Ara rubrogenys - Ararinha-de-testa-vermelha - Ara severa - Maracanã-guaçu - Extintas - Ara tricolor - Arara-vermelha-de-cuba - Ara autocthones - Arara-de-santa-cruz - Espécies hipotéticas extintas - Ara atwoodi - Arara-dominicana - Ara erythrocephala - Arara-jamaicana-verde - Ara gossei - Arara-jamaicana - Ara guadeloupensis - Arara-de-guadalupe - Ara martinica - Arara-de-martinica - Aratinga - Aratinga solstitialis - Jandaia-amarela - Aratinga maculata - Cacaué - Aratinga jandaya - Jandaia-verdadeira - Aratinga auricapillus - Jandaia-de-testa-vermelha - Aratinga weddellii - Periquito-de-cabeça-suja - Aratinga nenday - Periquito-de-cabeça-preta - Conuropsis - Conuropsis carolinensis - Periquito-da-carolina (gênero monotípico extinto) - Cyanoliseus - Cyanoliseus patagonus - Papagaio-da-patagônia (gênero monotípico) - Cyanopsitta - Cyanopsitta spixii - Ararinha-azul (gênero monotípico) - Diopsittaca - Diopsittaca nobilis - Maracanã-nobre - Diopsittaca cumanensis - Maracanã-nobre-do-sul (proposta pela BirdLife International) - Enicognathus - Enicognathus leptorhynchus - Periquito-de-bico-fino - Enicognathus ferrugineus - Periquito austral - Eupsittula - Eupsittula aurea - Jandaia-Coquinho - Eupsittula cactorum - Periquito-da-caatinga - Eupsittula canicularis - Periquito-de-testa-laranja - Eupsittula nana - Periquito-da-jamaica - Eupsittula pertinax - Periquito-de-bochecha-parda - Guaruba - Guaruba guarouba - Ararajuba (gênero monotípico) - Leptosittaca - Leptosittaca branickii - Papagaio-de-bochechas-douradas (gênero monotípico) - Ognorhynchus - Ognorhynchus icterotis - Papagaio-de-crista-amarela - (gênero monotípico, possivelmente extinto) - Orthopsittaca - Orthopsittaca manilata - Maracanã-de-cara-amarela (gênero monotípico) - Primolius - Primolius auricollis - Maracanã-de-colar - Primolius couloni - Maracanã-de-cabeça-azul - Primolius maracana - Maracanã-verdadeira - Psittacara - Psittacara holochlorus - Periquito-verde - Psittacara brevipes - Periquito-de-socorro - Psittacara rubritorquis - Periquito-de-papo-vermelho - Psittacara strenuus - Periquito-do-pacífico - Psittacara wagleri - Periquito-de-cara-vermelha - Psittacara frontatus - Periquitão-do-peru - Psittacara mitratus - Mitrata - Psittacara erythrogenys - Periquito-de-cabeça-vermelha - Psittacara finschi - Aratinga-de-finsch - Psittacara leucophthalmus - Periquitão - Psittacara euops - Periquito-cubano - Psittacara chloropterus - Periquito-de-hispaniola - Extinta: - † Psittacara maugei - Periquitão-porto-riquenho - Pyrrhura - Pyrrhura cruentata - Tiriba-grande - Pyrrhura frontalis - Tiriba-de-testa-vermelha - Pyrrhura devillei - Tiriba-fogo - Pyrrhura perlata - Tiriba-de-barriga-vermelha - Pyrrhura lepida - Tiriba-pérola - Pyrrhura molinae - Tiriba-de-cara-suja - Pyrrhura picta - Tiriba-de-testa-azul - Pyrrhura emma - Tiriba-venezuelano - Pyrrhura amazonum - Tiriba-de-hellmayr - Pyrrhura snethlageae - Tiriba-do-madeira - Pyrrhura lucianii - Tiriba-de-deville - Pyrrhura roseifrons - Tiriba-de-cabeça-vermelha - Pyrrhura leucotis - Tiriba-de-orelha-branca - Pyrrhura griseipectus - Tiriba-de-peito-cinza - Pyrrhura pfirmeri - Tiriba-de-pfrimer - Pyrrhura egregia - Tiriba-de-cauda-roxa - Pyrrhura viridicata - Tiriba-de-santa-marta - Pyrrhura melanura - Tiriba-melanura - Pyrrhura orcesi - Tiriba-do-el-oro - Pyrrhura rupicola - Tiriba-rupestre - Pyrrhura albipectus - Tiriba-do-pescoço-branco - Pyrrhura calliptera - Tiriba-de-peito-marron - Pyrrhura hoematotis - Tiriba-de-orelha-vermelha - Pyrrhura rhodocephala - Tiriba-cabeça-rosa - Pyrrhura hoffmanni - Tiriba-de-asa-amarelada - Rhynchopsitta - Rhynchopsitta pachyrhyncha - Papagaio-mexicano-de-testa-vermelha - Rhynchopsitta terrisi - Papagaio-de-fronte-castanha - † Rhynchopsitta phillipsi - Espécie extinta não nomeada. - Thectocercus - Psittacara acuticaudatus - Aratinga-de-testa-azul (monotípico) |
| Tribo Androglossini                       | - Pionopsitta - Pionopsitta pileata - Cuiú-Cuiú (gênero monotípico) - Triclaria - Triclaria malachitacea - Sabiá-cica (gênero monotípico) - Pyrilia - Pyrilia vulturina - Curica-urubu - Pyrilia aurantiocephala - Papagaio-de-cabeça-laranja - Pyrilia haematotis - Curica-de-cabeça-escura - Pyrilia pulchra - Curica-de-bochecha-rosada - Pyrilia barrabandi - Curica-de-bochecha-laranja - Pyrilia pyrilia - Curica-de-cabeça-amarela - Pyrilia caica - Curica-de-chapéu-preto - Pionus - Pionus menstruus - Maitaca-de-cabeça-azul - Pionus sordidus - Curica-de-bico-vermelho - Pionus maximiliani - Maitaca-verde - Pionus senilis - Maitaca-de-testa-branca - Pionus tumultuosus - Maitaca-de-cara-manchada - Pionus seniloides - Curica-grisalha - Pionus chalcopterus - Curica-asa-de-bronze - Pionus fuscus - Maitaca-roxa - Graydidascalus - Graydidascalus brachyurus - Curica-verde (monotípico) - Alipiopsitta - Alipiopsitta xanthops - Papagaio-galego (gênero monotípico) - Amazona - Amazona aestiva - Papagaio-verdadeiro - Amazona agilis - Papagaio-de-bico-preto - Amazona albifrons - Papagaio-de-testa-branca - Amazona amazonica - Papagaio-do-mangue - Amazona arausiaca - Papagaio-de-pescoço-vermelho - Amazona auropalliata - Papagaio-de-nuca-amarela - Amazona autumnalis - Papagaio-diadema - Amazona barbadensis - Papagaio-de-ombro-amarelo - Amazona brasiliensis - Papagaio-de-cara-roxa - Amazona collaria - Papagaio-da-jamaica - Amazona diadema - Papagaio-diadema - Amazona dufresniana - Papagaio-de-bochecha-azul - Amazona farinosa - Papagaio-moleiro - Amazona festiva - Papagaio-papa-cacau - Amazona finschi - Papagaio-de-finsch - Amazona guildingii - Papagaio-de-são-vicente - Amazona imperialis - Papagaio-imperial - Amazona kawalli - Papagaio-dos-garbes - Amazona leucocephala - Papagaio-cubano - Amazona mercenarius - Papagaio-de-pescoço-escamoso - Amazona ochrocephala - Papagaio-campeiro - Amazona oratrix - Papagaio-de-cabeça-amarela - Amazona pretrei - Papagaio-charão - Amazona rhodocorytha - Chauá - Amazona tresmariae - Papagaio-de-três-marias - Amazona tucumana - Papagaio-tucumã - Amazona ventralis - Papagaio-de-hispaniola - Amazona versicolor - Papagaio-de-santa-lúcia - Amazona vinacea - Papagaio-de-peito-roxo - Amazona viridigenalis - Papagaio-de-coroa-vermelha - Amazona vittata - Papagaio-de-porto-rico - Amazona xantholora - Papagaio-de-iucatã - Amazona xanthops - Papagaio-galego - Espécies extintas - † Amazona violacea - Papagaio-de-guadeloupe - † Amazona martinicana - Papagaio-da-martinica |
| Clado - Proposta de Tribo Forpini         | - Forpus - Forpus cyanopygius - Tuim-mexicano - Forpus passerinus - Tuim-santo - Forpus xanthopterygius - Tuim-comum - Forpus conspicillatus - Tuim-da-colômbia - Forpus modestus - Tuim-de-bico-escuro - Forpus coelestis - Tuim-peruano - Forpus xanthops - Tuim-de-cabeça-amarela - Forpus spengeli - Tuim-de-asa-turquesa - Forpus crassirostris - Tuim-de-bico-grande |
| Clado - Proposta de tribo Amoropsittacini | - Nannopsittaca - Nannopsittaca panychlora - Periquito-dos-tepuis - Nannopsittaca dachillae - Periquito-da-amazônia - Psilopsiagon - Psilopsiagon aurifrons - Periquito-da-cordilheira - Psilopsiagon aymara - Periquito-da-serra - Bolborhynchus - Bolborhynchus ferrugineifrons - Periquito-tolima - Bolborhynchus lineola - Periquito-catarina - Bolborhynchus orbygnesius - Periquito-andino, - Touit - Touit batavicus - Tuim-de-cauda-violeta - Touit huetii - Apuim-de-asa-vermelha - Touit costaricensis - Apuim-de-testa-vermelha - Touit dilectissimus - Apuim-de-testa-azul - Touit purpuratus - Apuim-de-costas-azuis - Touit melanonotus - Apuim-de-costas-pretas - Touit surdus - Apuim-de-cauda-amarela - Touit stictopterus - Apuim-de-asa-malhada |
| Clado incluindo Arini                     | - Pionites - Pionites leucogaster - Marianinha-de-cabeça-amarela - Pionites xanthurus - Papagaio-de-barriga-branca - Pionites xanthomerius - Papagaio-de-barriga-branca (também) - Pionites melanocephalus - Marianinha-de-cabeça-preta - Deroptyus - Deroptyus accipitrinus - Anacã (gênero monotípico) |
| Clado incluindo Androglossini             | - Hapalopsittaca - Hapalopsittaca amazonina - Papagaio-da-montanha - Hapalopsittaca pyrrhops - Papagaio-de-cara-vermelha - Hapalopsittaca fuertesi - Papagaio-de-asa-azul - Hapalopsittaca melanotis - Papagaio-de-asa-preta - Brotogeris - Brotogeris chrysoptera - Periquito-de-asa-dourada - Brotogeris cyanoptera - Periquito-de-asa-azul - Brotogeris jugularis - Periquito-de-queixo-laranja - Brotogeris pyrrhoptera - Periquito-de-bochecha-cinza - Brotogeris sanctithomae - Periquito-testinha - Brotogeris tirica - Periquito-verde - Brotogeris versicolurus - Periquito-de-asa-branca - Brotogeris chiriri - Periquito-de-encontro-amarelo - Myiopsitta - Myiopsitta monachus - Caturrita - Myiopsitta luchsi - Caturrita-boliviana |

## Relação com Humanos

### Papagaios e os nativos do Novo Mundo
Os nativos do Novo Mundo utilizavam os papagaios como animais de estimação, mas também o usavam como alimento e suas penas eram muito apreciadas como adornos corporais. No século XVI, os portugueses aportaram no Brasil e tomaram para si este hábito de domesticar essas aves. Por um curto período da história o Brasil chegou a ser conhecido como "Terra dos papagaios" e nessa mesma época os papagaios chegaram a ser um dos principais "produtos de exportação" para as terras portuguesas.
Algumas tribos venezuelanas tinham um modo peculiar de caçar papagaios. Amarravam um papagaio manso e treinado na copa de uma palmeira e o próprio índio se camuflava entre as folhas da planta. O papagaio começava a gritar bem alto pedindo ajuda e logo a copa estava cheia de companheiros solícitos. O índio ia simplesmente laçando as aves e quando estava satisfeito espantava o resto do bando, desamarrava seu papagaio e este parava de gritar.

### Zoonose
A domesticação de psitacídeos trouxe com ela a transmissão de uma zoonose, a Psitacose. Os psitacídeos são reservatórios naturais do agente etiológico da doença, a bactéria Chlamydia psittaci. Essas bactérias estão presentes nas fezes dessas aves que depois de secas acabam se transformando em poeira dissipada em aerossóis que acabam sendo inaladas pelas pessoas. Há também a possibilidade de infecção pelo contato direto com secreções e feridas das aves. A doença se manifesta com sintomas comuns como febre, dor de cabeça, tosse e calafrios, mas pode ainda apresentar sintomas mais agravados como sangramento nasal e esplenomegalia. É geralmente bem combatida por pessoas jovens mas pode se agravar em idosos que não a tratem de forma adequada.

### Na Cultura
- No filme Rio os personagens principais são ararinhas-azuis.[44]
- O fantoche animado Louro José, do programa Mais Você, era um papagaio da espécie Amazona aestiva. Como seu manipulador Tom Veiga faleceu, foi aposentado e depois substituido.[45]
- Zé Carioca, um papagaio fictício dos quadrinhos de Walt Disney, notório por seus personagens antropomórficos, retrata um personagem brasileiro.[46]

### Nos esportes
- Os clubes brasileiros Goiás, Gama, Juventude e Sociedade Esportiva Palmeiras são exemplos de clubes que tem um periquito (espécies nativas) como mascote.
- Os clubes brasileiros Librade, Alto Acre e Murici são exemplos de clubes que tem um papagaio como mascote.
- O clube brasileiro Palmas tem a arara-azul como mascote.
- O Maracanã tem esse nome e também mascote por causa dos maracanãs.
- O "Pericos de Puebla"(Periquitos de Puebla), equipe da Liga Mexicana de Beisebol.
- Loros Colima, equipe de basquete e outrora também de futebol, de Colima, México.
- O time de basquete profissional Guaros de Lara, de Barquisimeto, Venezuela, tem uma arara em seu escudo.

### Cédula de 10 reais

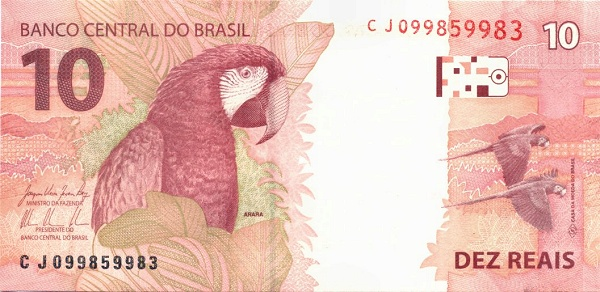
Nota de 10 reais com a Arara-vermelha

A partir de 1º de Julho de 1994 a Casa da Moeda do Brasil passou a produzir cédulas de 10 reais com a presença da Arara-vermelha(Ara chloropterus). Nela há a presença do busto de uma arara-vermelha e a imagem de um casal em voo.

## Galeria

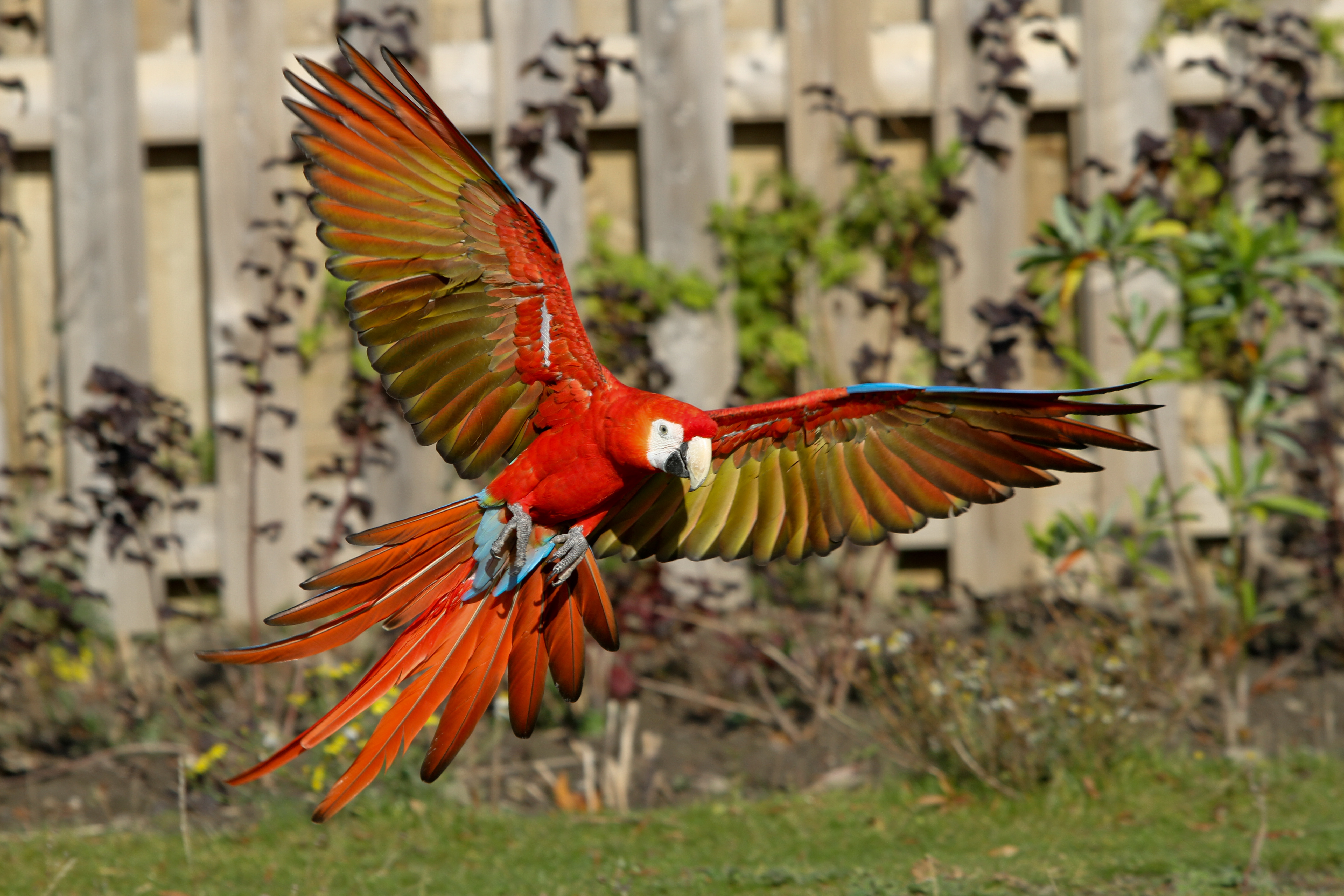
Araracanga (Ara macao)
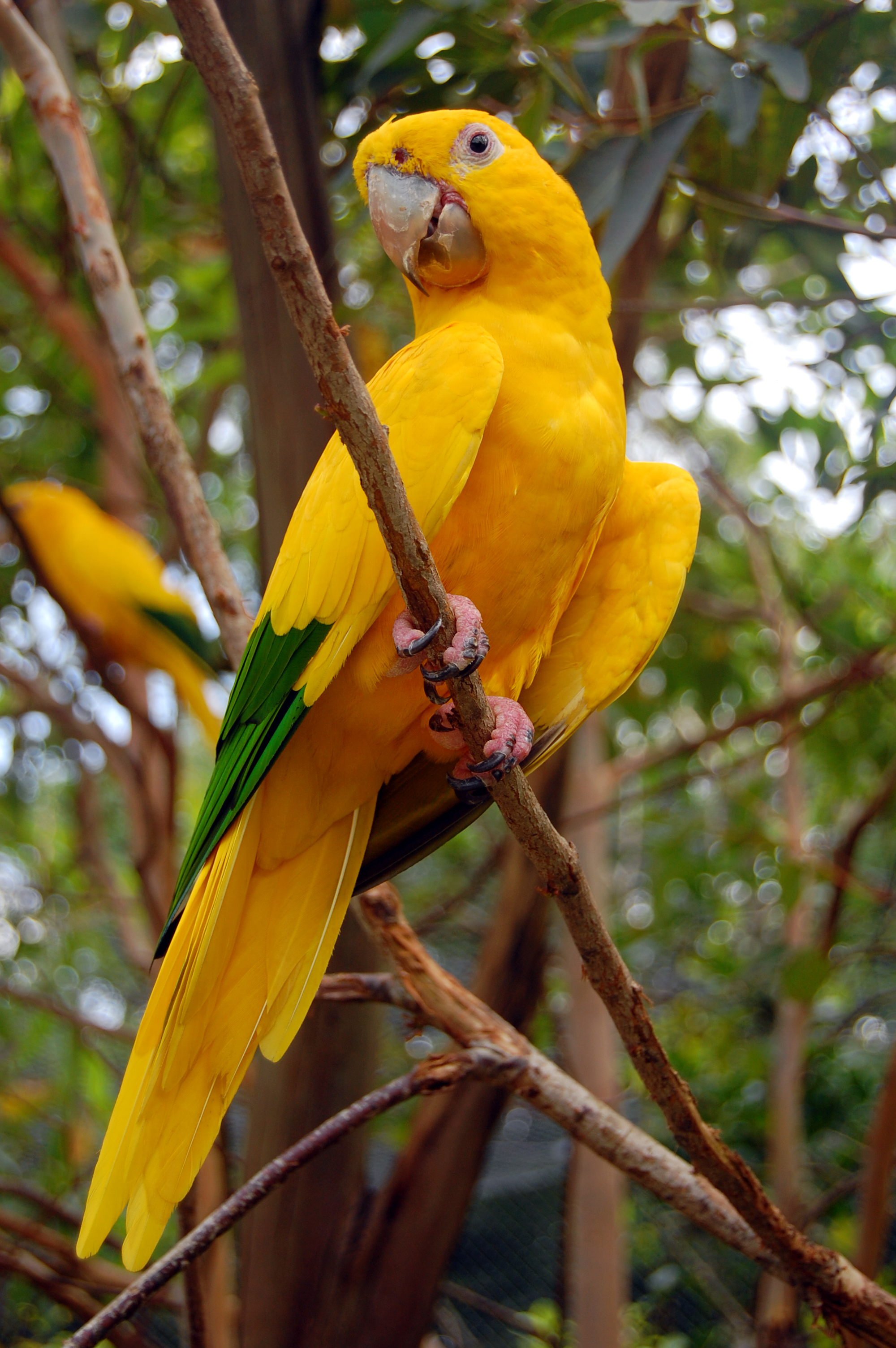
Ararajuba (Guaruba guarouba)
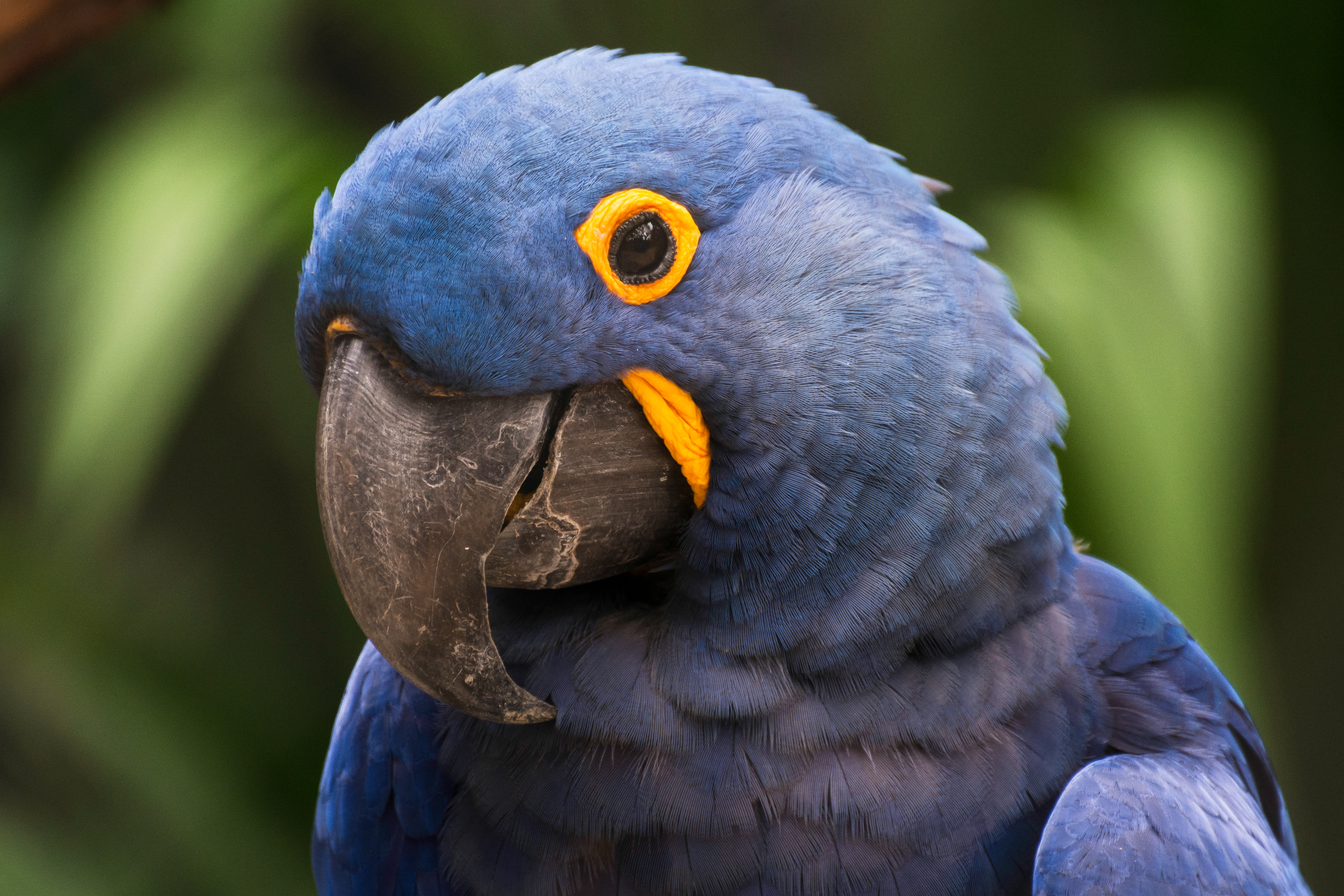
Arara-azul-grande (Anodorhynchus hyacinthinus)
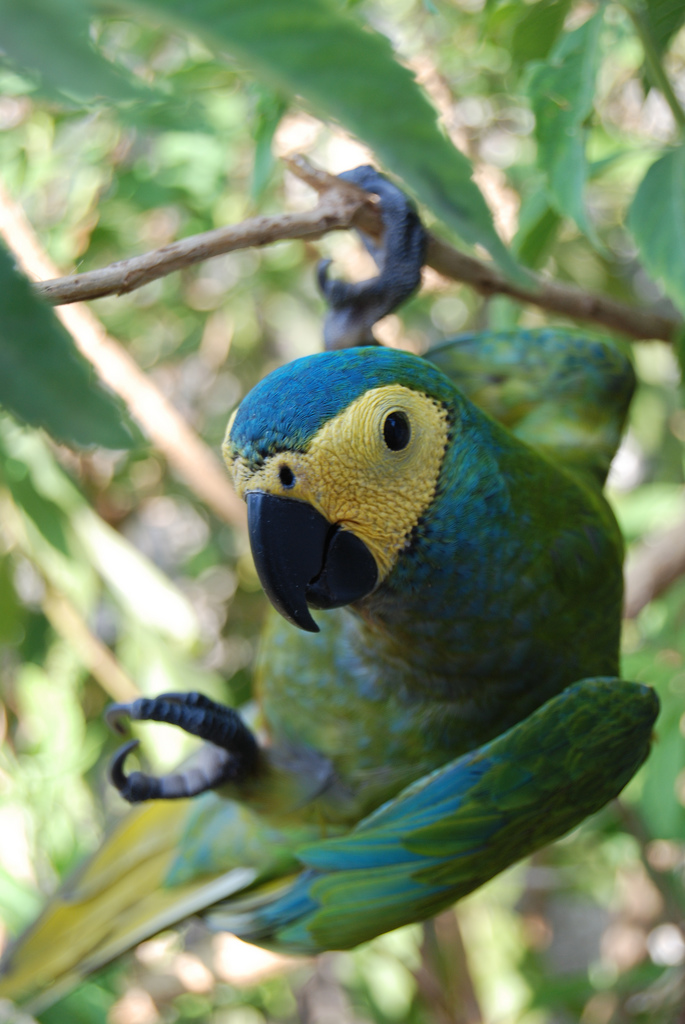
Maracanã-de-cara-amarela (Orthopsittaca manilata)
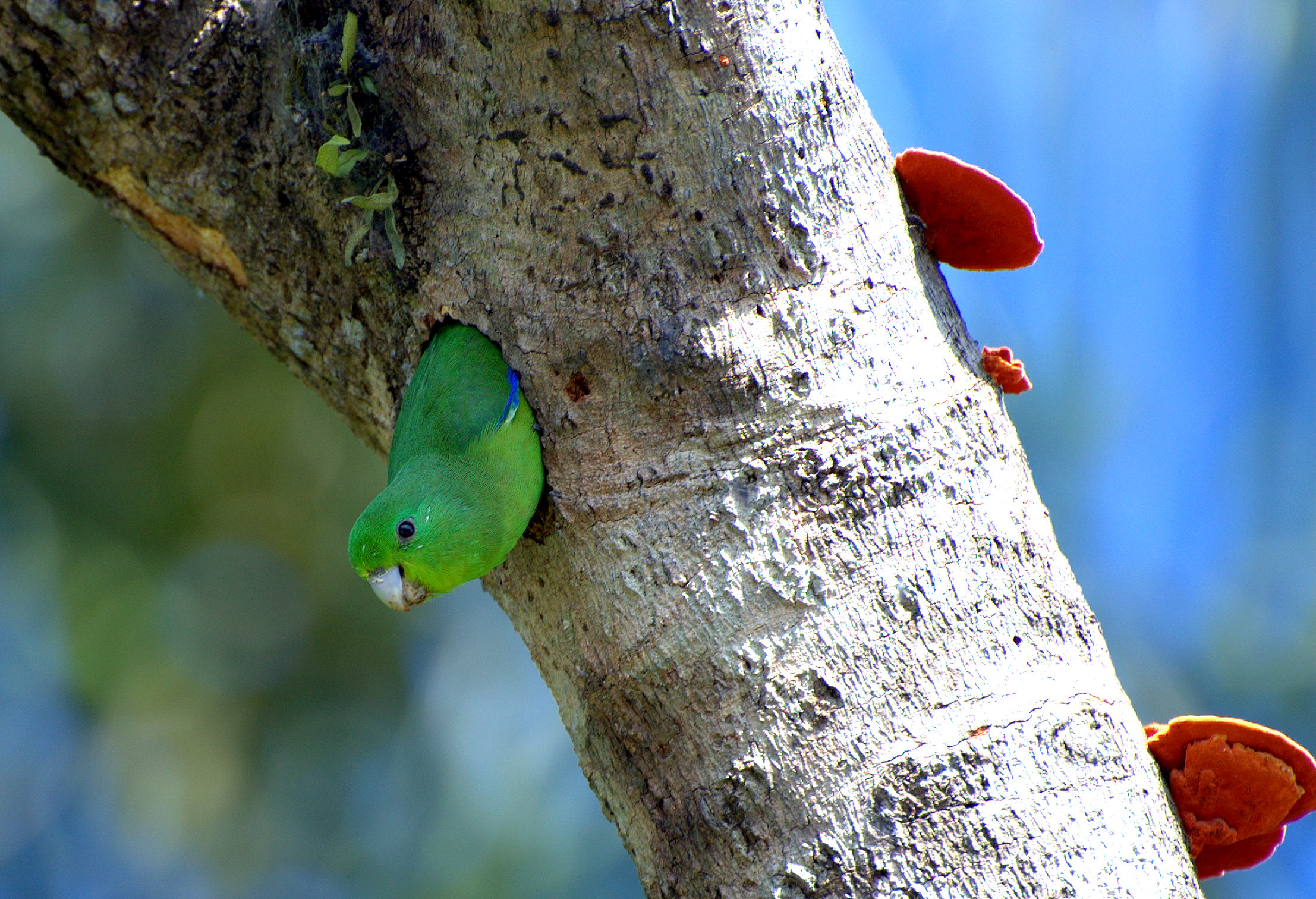
Tuim (Forpus xanthopterygius)
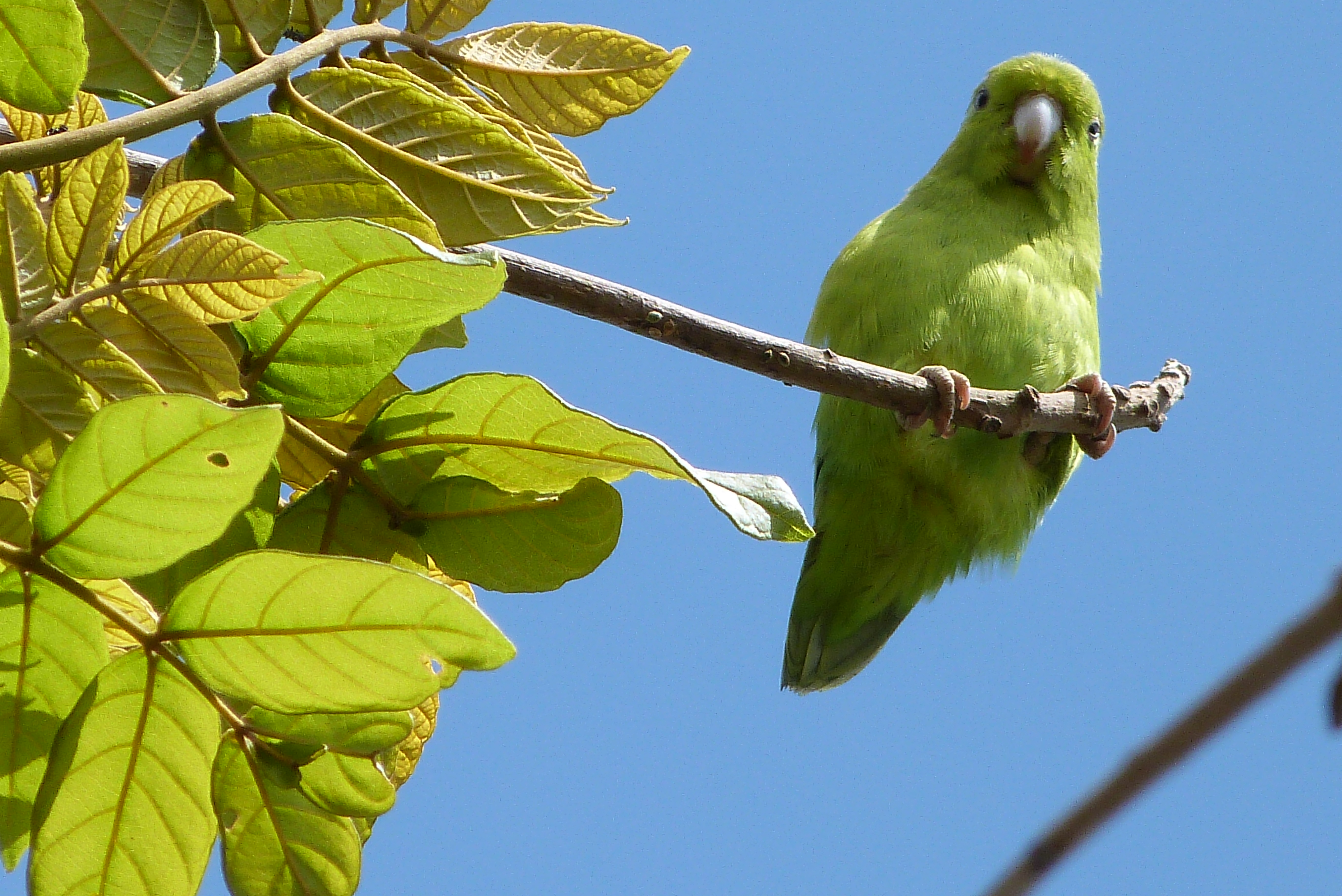
Tuim-peruano (Forpus coelestes)
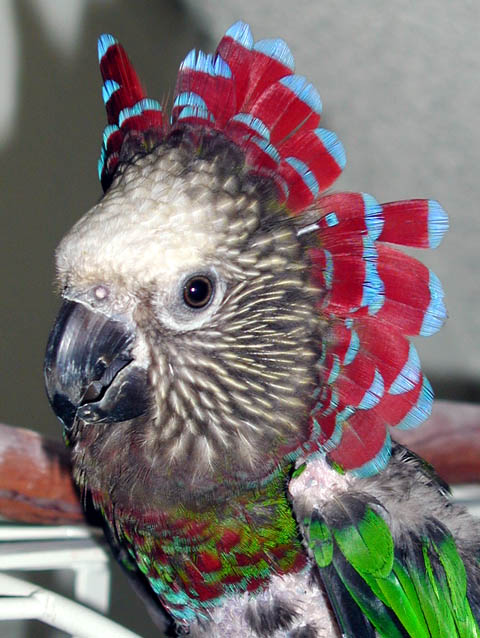
Anacã (Deroptyus accipitrinus)
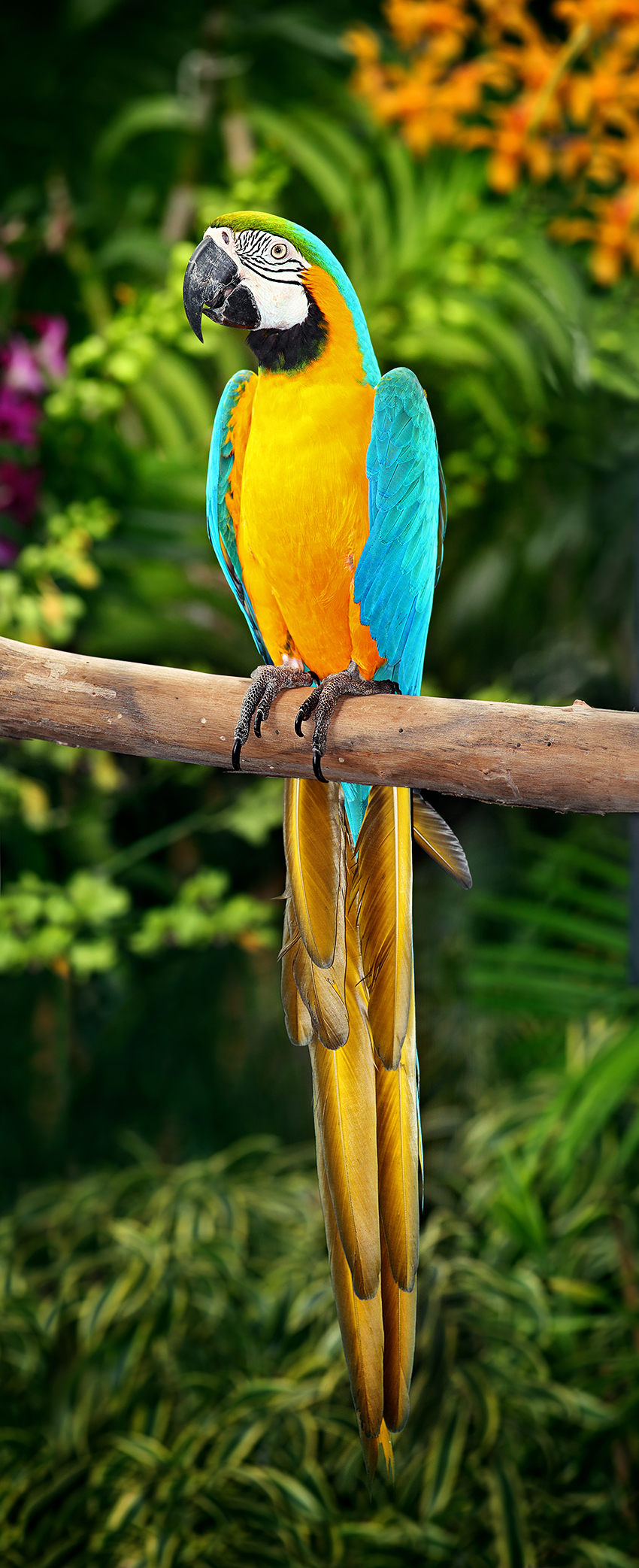
Arara-canindé (Ara ararauna)